# Luxembourg aux Jeux olympiques d'été de 1956
Le Luxembourg  participe aux Jeux olympiques d'été de 1956 à Melbourne en Australie du 22 novembre au 8 décembre 1956. Il s'agit de sa 9e participation à des Jeux olympiques d'été.

## Athlétisme
Le Luxembourg aligne trois participants aux épreuves d'athlétisme.

## Cyclisme
Le Luxembourg aligne Gaston Dumont (lb) aux épreuves de cyclisme.

## Escrime
Quatre hommes participent à l'escrime pour le Luxembourg.

## Gymnastique
Un homme et une femme participent à la gymnastique pour le Luxembourg.

## Natation
René Kohn (lb) participe aux Jeux olympiques.